# Jan Slabák
Jan Slabák (* 24. března 1941 Kelčany) je moravský trumpetista, pedagog a kapelník, zakladatel dechové kapely Moravanka. Pochází ze Slovácka.

## Život a dílo
Vystudoval brněnskou konzervatoř a v 19 letech se stal členem Státní filharmonie Brno. Současně spolupracoval s mnoha orchestry, počínaje malou dechovou hudbou, tanečním a jazzovým orchestrem Erika Knirsche, Jožky Karena, Mirko Foreta i Gustava Broma, s orchestrem Studio Brno a se Symfonickým orchestrem bratislavského rozhlasu. Také dálkově vystudoval hru na trubku na brněnské Janáčkově akademii múzických umění (JAMU), studium dokončil v roce 1971.
Slabákovým největším dílem je ale založení dechové kapely Moravanka v roce 1971. Kapela se poprvé představila o rok později v televizním pořadu „Vy neznáte Moravanku“, v němž orchestr uvedl svůj celý tehdejší program. I když trval jen 40 minut, úspěch byl mimořádný a zájem o další živá vystoupení i televizní pořady se zvyšoval. Za svou existenci Moravanka absolvovala asi 7 500 koncertů.
Neopominutelnou je i jeho pedagogická činnost – především na JAMU, kde se podílel na výchově řady vynikajících mladých trumpetistů. Významnou součástí jeho uměleckého života je nepochybně i aranžérská a skladatelská činnost v oboru dechové hudby.

## Ocenění
Je držitelem Ceny města Brna za přínos v oblasti hudby (2012). V roce 2016 se stal nositelem Ceny Jihomoravského kraje za dílo, činnost nebo jednání, které výrazným způsobem reprezentuje Jihomoravský kraj a přispívá k jeho věhlasu a dobrému jménu. V červnu 2022 obdržel rezortní medaili ministerstva kultury Artis Bohemiae Amicis za mimořádný celoživotní přínos v  oblasti hudebního umění a šíření dobrého jména české hudby doma i v zahraničí. V říjnu téhož roku obdržel od prezidenta Miloše Zemana Medaili Za zásluhy 1. stupeň (2022).